# 2022 FIFAワールドカップ・アフリカ3次予選
本項目では、カタールで開催される2022 FIFAワールドカップ出場チームを決定するための予選のうち、アフリカサッカー連盟（CAF）所属の各代表チームにより2022年3月25日から29日まで行われたアフリカ予選の3次予選（最終予選）について記す。

## フォーマット
2次予選を勝ち上がった10カ国を5つの組に振り分け、ホーム・アンド・アウェーで争う。各試合の勝者は、 本大会への出場権を獲得する。

## 出場チーム
| グループ (2次予選) | 各組1位          |
| ------------------ | ---------------- |
| A                  | アルジェリア     |
| B                  | チュニジア       |
| C                  | ナイジェリア     |
| D                  | カメルーン       |
| E                  | マリ             |
| F                  | エジプト         |
| G                  | ガーナ           |
| H                  | セネガル         |
| I                  | モロッコ         |
| J                  | コンゴ民主共和国 |

## 抽選
3次予選の抽選は、2022年1月22日16：00（UTC + 1）からカメルーンのドゥアラで開催された。
10ヶ国を2021年11月時点のFIFAランキング上位5ヶ国をポット1に、下位5ヶ国をポット2に振り分け、ポット1とポット2のチームが対戦する形式で組み合わせが決められた。
| ポット1                                                                                      | ポット2                                                                                |
| -------------------------------------------------------------------------------------------- | -------------------------------------------------------------------------------------- |
| セネガル（20） · モロッコ（28） · チュニジア（29） · アルジェリア（32） · ナイジェリア（36） | エジプト（45） · カメルーン（50） · ガーナ（52） · マリ（53） · コンゴ民主共和国（64） |

## 組み合わせ
「チーム #1」が第1戦のホームチーム。
| チーム #1        | 合計          | チーム #2    | 第1戦 | 第2戦       |
| ---------------- | ------------- | ------------ | ----- | ----------- |
| エジプト         | 1 - 1 (1-3 p) | セネガル     | 1 - 0 | 0 - 1(延長) |
| カメルーン       | 2 - 2 (a)     | アルジェリア | 0 - 1 | 2 - 1(延長) |
| ガーナ           | 1 - 1 (a)     | ナイジェリア | 0 - 0 | 1 - 1       |
| コンゴ民主共和国 | 2 - 5         | モロッコ     | 1 - 1 | 1 - 4       |
| マリ             | 0 - 1         | チュニジア   | 0 - 1 | 0 - 0       |

## 試合
| 2022年3月25日 21:30 UTC+2 |

| エジプト            | 1 - 0         | セネガル |
| （シス） 4分 (o.g.) | Report (FIFA) |          |

| カイロ国際スタジアム, カイロ 主審: ジャン・ジャケス・ンダラ・ンガンボ |

| 2022年3月29日 17:00 UTC±0 |

| セネガル                           | 1 - 0 (延長)  | エジプト                                          |
| ディア 3分                         | Report (FIFA) |                                                   |
|                                    | PK戦          |                                                   |
| クリバリ シス サール ディエン マネ | 3 - 1         | サラー サイード エル・ソリア モスタファ・モハメド |

| ディアムニアディオ・オリンピックスタジアム, ダカール 主審: ムスタファ・ゴルバル |

2戦合計1-1（アウェーゴール0-0）、延長戦で両者無得点のためPK戦を実施し、3-1でセネガルが本大会進出。
| 2022年3月25日 18:00 UTC+1 |

| カメルーン | 0 - 1         | アルジェリア  |
|            | Report (FIFA) | スリマニ 40分 |

| ジャポマ・スタジアム, ドゥアラ 主審: ジョシュア・ボンド |

| 2022年3月29日 20:30 UTC+1 |

| アルジェリア   | 1 - 2 (延長)  | カメルーン                                       |
| トゥーバ 118分 | Report (FIFA) | シュポ＝モティング 22分 · トコ・エカンビ 120+4分 |

| ムスタファ・チェーカー・スタジアム, ブリダ 主審: バカリ・ガサマ |

2戦合計1-1（アウェーゴール1-1）、延長戦を含めた合計で2-2（アウェーゴール2-1）でカメルーンが本大会進出。
| 2022年3月25日 19:30 UTC±0 |

| ガーナ | 0 - 0         | ナイジェリア |
|        | Report (FIFA) |              |

| ババ・ヤラ・スタジアム, クマシ 主審: レドゥアン・ジーイェド |

| 2022年3月29日 18:00 UTC+1 |

| ナイジェリア                     | 1 - 1         | ガーナ        |
| トロースト＝エコング 22分 (pen.) | Report (FIFA) | パーテイ 10分 |

| アブジャ・スタジアム, アブジャ 主審: サドク・セルミ |

2戦合計1-1（アウェーゴール1-0）でガーナが本大会進出。
| 2022年3月25日 16:00 UTC+1 |

| コンゴ民主共和国 | 1 - 1         | モロッコ          |
| ウィサ 12分      | Report (FIFA) | ティソウダリ 76分 |

| スタッド・デ・マルティール, キンシャサ 主審: ヴィクトル・ゴメス |

| 2022年3月29日 20:30 UTC+1 |

| モロッコ                                              | 4 - 1         | コンゴ民主共和国 |
| ウナヒ 21分, 54分 · ティソウダリ 45+7分 · ハキミ 69分 | Report (FIFA) | マランゴ 77分    |

| スタッド・モハメド・サンク, カサブランカ 主審: パシフィーク・ンダビハウェニマナ |

2戦合計5-2でモロッコが本大会進出。
| 2022年3月25日 17:00 UTC±0 |

| マリ | 0 - 1         | チュニジア             |
|      | Report (FIFA) | （シサコ） 36分 (o.g.) |

| スタッド・ヴァン・シス・マルス, バマコ 主審: バムラク・テセマ・ウェイェサ |

| 2022年3月29日 20:30 UTC+1 |

| チュニジア | 0 - 0         | マリ |
|            | Report (FIFA) |      |

| スタッド・オリンピック・ドゥ・ラデ, ラデス 主審: マグエット・ンディアイェ |

2戦合計1-0でチュニジアが本大会進出。